# Фальк, Адальберт
Адальберт Фальк (нем. Adalbert Falk; 10 августа 1827, Силезия — 7 июля 1900, Хамм) — прусский государственный деятель.
Был прокурором при различных прусских судах; вместе с Рённе, Генрихом Симоном, Кохом и Грэфом составил «Ergänzungen und Erläuterungen der preussischen Rechtsbücher» (изв. под именем «Fünfmännerbuch»).

## Биография
В 1861 году призван на службу в министерство юстиции в Берлин. В 1858—1861 и 1867—1882 годах был членом прусской палаты депутатов, в 1867 году — членом учредительного северогерманского рейхстага, в 1873—1882 годах — германского рейхстага.
Сначала (1858—1861) он входил в состав небольшой партии Матиса; после 1867 года не принадлежал ни к одной партии, за исключением периода 1878—1879 годов, когда примкнул к Имперской партии, и 1881—1882 годах, когда присоединился к Национал-либеральной партии, к которой он всё время был очень близок.
По своим воззрениям был умеренным либералом, сторонником сильной государственной власти, противником политических притязаний Католической церкви, сторонником объединения Германии и германизации ненемецких элементов страны. Это побудило Бисмарка, когда он решил вступить в борьбу с католическим духовенством и партией Центра (Deutsche Zentrumspartei), поручить Фальку вместо удалённого им Мюлера пост министра народного просвещения и культов (январь 1872). С тех пор его имя тесно связано с историей культуркампфа.
Первым его делом было проведение закона о государственном контроле над школами (Schulaufsichtsgesetz), подготовленного ещё Мюлером и подорвавшего влияние как католической, так и евангелической церкви на низшие школы Пруссии. Затем при его ближайшем участии были проведены майские законы (см. Культуркампф); все резкие полицейские меры против католических духовных были приняты либо непосредственно им, либо по крайней мере с его молчаливого одобрения. Точно так же он сурово преследовал польские школы. Вместе с тем, однако, Фальк принял длинный ряд мер для реформирования как низшего, так и высшего образования Пруссии; число школ и иных учебных заведений было значительно увеличено, материальное положение учителей поднято, они сделаны более независимыми от вмешательства властей. Таким образом, память Фалька связана как с ростом и улучшением народного образования и уменьшением государственного полновластия по отношению к учителям, так и с грубым полицейским произволом по отношению к католическому духовенству.
В 1879 году, когда Бисмарк ради проведения своей протекционной системы стал нуждаться в поддержке центра, он пожертвовал Фальком, которого заместил Путткаммером; в деле народного просвещения наступила реакция. Фальк принял горячее участие в выборах в прусский ландтаг, отстаивая свои взгляды и протестуя (в опубликованном в газетах письме) против нового направления правительства. В 1882 году он получил назначение на пост председателя судебной палаты в Хамме и сложил с себя депутатские полномочия как в ландтаге, так и в рейхстаге.

## Память
Собрание его речей («Reden, 1872—1879 г.», Берлин, 1880) осталось неоконченным.